# Winterbourne Earls
Winterbourne Earls är en ort i civil parish Winterbourne, i distriktet Wiltshire, i grevskapet Wiltshire, i England. Winterbourne Earls var en civil parish fram till 1934 när blev den en del av Winterbourne. Civil parish hade 242 invånare år 1931.